# Campagnan
Campagnan is een gemeente in het Franse departement Hérault (regio Occitanie) en telt 391 inwoners (1999). De plaats maakt deel uit van het arrondissement Lodève.

## Geografie
De oppervlakte van Campagnan bedraagt 3,7 km², de bevolkingsdichtheid is 105,7 inwoners per km².
De onderstaande kaart toont de ligging van Campagnan met de belangrijkste infrastructuur en aangrenzende gemeenten.

## Demografie
Onderstaande figuur toont het verloop van het inwonertal (bron: INSEE-tellingen).